# 土屋香鹿
土屋 香鹿（つちや こうろく、1906年8月28日 - 2006年11月26日）は日本の官僚、弁護士。福岡県知事。静岡県浜松市出身。

## 来歴・人物
浜名郡白脇村出身の海軍大佐土屋芳樹の四男として生まれる。1929年内務省に入省し福岡県警察部長を経て杉本勝次（福岡県知事）に請われて福岡県副知事に就任。1955年に保守系に推されて福岡県知事選に出馬、革新系が推し杉本知事の後継だった鵜崎多一と争い当選する。しかし、再選を目指した1959年知事選では鵜崎に敗れて知事を退任。退任後は弁護士に転身し、2000年まで現役として活動した。
2006年11月26日午前8時50分、肺炎のため福岡市南区の病院で死去。100歳。死後、従五位から従四位に昇叙された。